# Praia do Salto
A Praia do Salto é uma praia no Município de Sines, a norte da Praia da Cerca Nova e da vila de Porto Covo, e a sul da Praia do Cerro da Águia . É constituída por um areal no fundo de uma pequena falésia.
É uma das sete praias naturistas oficiais de Portugal. Numa das falésias da praia, existe uma pequena bica de água doce, onde se pode tomar um banho leve.